# Погудинцы
 Погудинцы  — деревня в Кирово-Чепецком районе Кировской области в составе Просницкого сельского поселения.

## География
Расположена недалеко к югу от административного центра поселения станции Просница.

## История
Известна с 1764 года как деревня Погудинская с 32 жителями, в 1802 году 5 дворов. В 1873 году здесь (тогда Трудинская) дворов 7 и жителей 91, в 1905 (Погудинская) 18 и 139, в 1926 (Погудинцы) 39 и 172, в 1950 25 и 189, в 1989 198 жителей. 

## Население
Постоянное население составляло 187 человек (русские 98%) в 2002 году, 146 в 2010.